# Tubulipora flabellaris
Tubulipora flabellaris is een mosdiertjessoort uit de familie van de Tubuliporidae. De wetenschappelijke naam van de soort is, als Tubipora flabellaris, voor het eerst geldig gepubliceerd in 1780 door de Deense zoöloog Otto Fabricius.